# Austroplebeia percincta
Austroplebeia percincta là một loài Hymenoptera trong họ Apidae. Loài này được Cockerell mô tả khoa học năm 1929.